# Aramejské písmo
Aramejské písmo vzniklo v první polovině 1. tisíciletí př. n. l. a nahradilo původní fénické písmo, kterým se aramejština zapisovala předtím.

## Rozvoj písma
S rozšiřováním aramejštiny jako mezinárodního jazyka v celé oblasti (od 8. století př. n. l.; mimo jiné úřední jazyk perské říše a diplomatická řeč mezi všemi zeměmi úrodného půlměsíce) se rozšířilo i aramejské písmo a nahradilo jiné místní abecedy, mezi nimi i staré písmo hebrejské. K nahrazení mohlo dojít díky příbuznosti a značné podobnosti těchto semitských jazyků. Všechny tyto jazyky si však aramejské písmo více či méně přizpůsobily.
Aramejské písmo se však vyvíjelo i nadále. Jeho kurzivní podoba se stala syrským písmem a vedla též k vytvoření palmýrského a mandejského písma. Na jejich základech se pak vyvinulo dále písmo arabské, mongolské a další.
Dnes se aramejština píše buď hebrejskou abecedou (biblická aramejština, židovská novoaramejština a talmudická aramejština) nebo abecedou syrskou (syrština a křesťanské novoaramejské dialekty). Mandejština používá nadále mandejskou abecedu.

## Znaky písma
Stejně jako písma, která z aramejského vznikla, má aramejština znaky jen pro souhlásky (celkem 22), samohlásky se nevyznačují.
| Název   | Aramejská forma | Hebrejská f. | Fénická f. | Výslovnost (aramejská)           |
| ------- | --------------- | ------------ | ---------- | -------------------------------- |
| Alef    | Alef            | א            | Alef       | bez výslovnosti; ā, ē            |
| Bet     | Bet             | ב            | Bet        | b, v                             |
| Gimel   | Gimel           | ג            | Gimel      | g                                |
| Dalet   | Dalet           | ד            | Daleth     | d                                |
| He      | He              | ה            | He         | h                                |
| Wáw     | Wáw             | ו            | Wáw        | w (anglické); ō, ū               |
| Zajin   | Zajin           | ז            | Zajin      | z                                |
| Chet    | Chet            | ח            | Chet       | h, v dnešní výslovnosti ch       |
| Tet     | Tet             | ט            | Tet        | emfatické t                      |
| Jod     | Jod             | י            | Jod        | j; ī, ē                          |
| Kaf     | Kaf             | ך / כ        | Kaph       | k, ch                            |
| Lamed   | Lamed           | ל            | Lamed      | l                                |
| Mem     | Mem             | ם / מ        | Mem        | m                                |
| Nun     | Nun             | ן / נ        | Nun        | n                                |
| Samek   | Samek           | ס            | Samek      | s                                |
| Ajin    | Ajin            | ע            | Ayin       | hrdelní nenapodobitelná hláska   |
| Pe      | Pe              | ף / פ        | Pe         | p, f                             |
| Cade    | ,               | ץ / צ        | Sadek      | české c                          |
| Qof     | Qof             | ק            | Qof        | q (hrdelní k)                    |
| Reš     | Reš             | ר            | Reš        | r                                |
| Sín/Šín | Sín/Šín         | ש            | Šín        | obvykle š; v některých slovech s |
| Taw     | Taw             | ת            | Taw        | t                                |